# シーター
シーター（सीता Sītā）は、インド神話の叙事詩の『ラーマーヤナ』のヒロインである。生まれ故郷は ジャナカプール（現ネパール）とされている。
ジャナカ王の娘で、ラーマ王子の妃。しかしダンダカの森で羅刹の王ラーヴァナにさらわれる。ラーマがシーターを取り戻すための戦争が『ラーマーヤナ』の主題となっている。
小惑星(224)シーターの命名の由来となった他、宮崎駿監督のアニメーション映画『天空の城ラピュタ』のヒロイン、シータのモデルとされる。

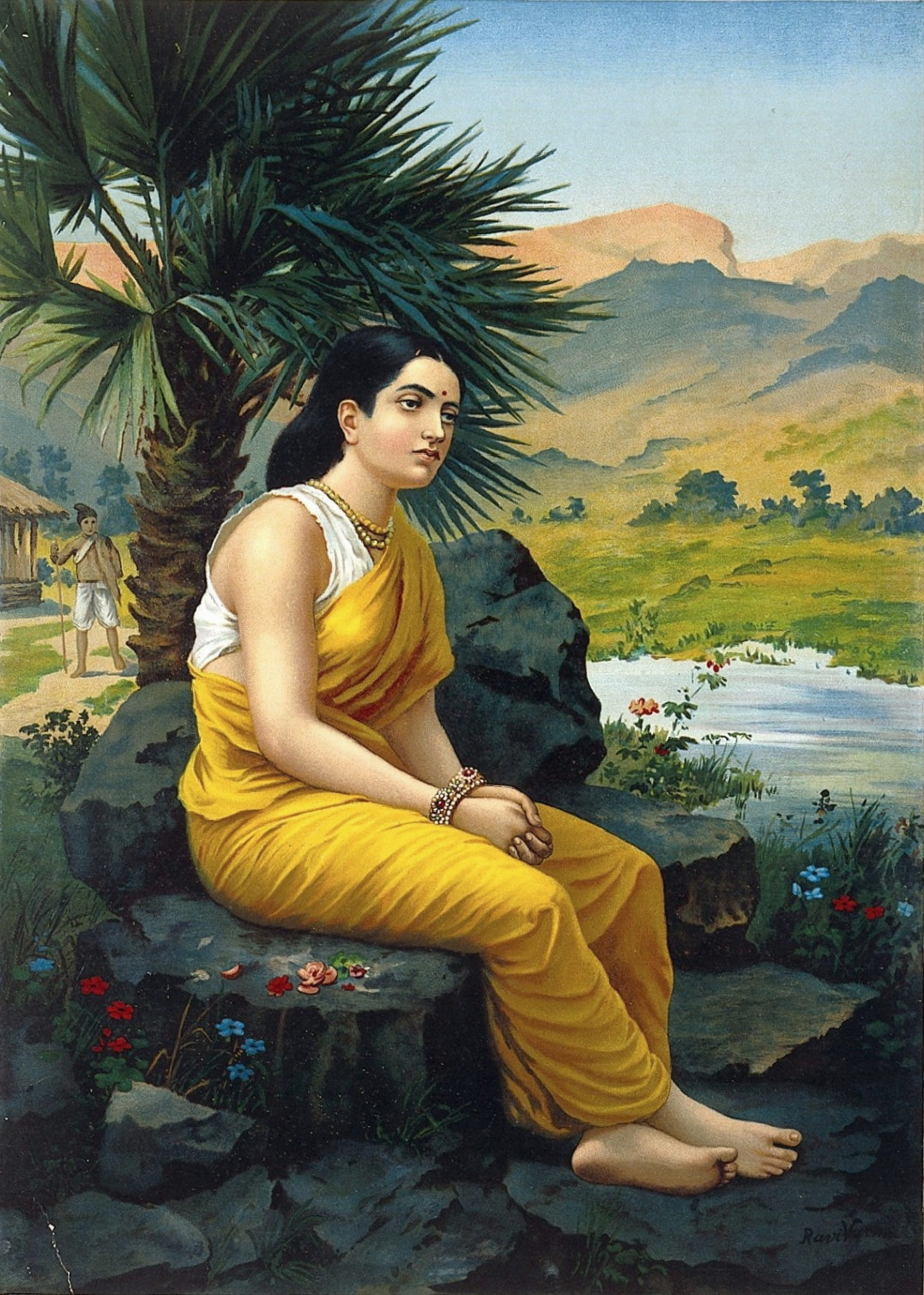
シーター （ラヴィ・ヴァルマ画）
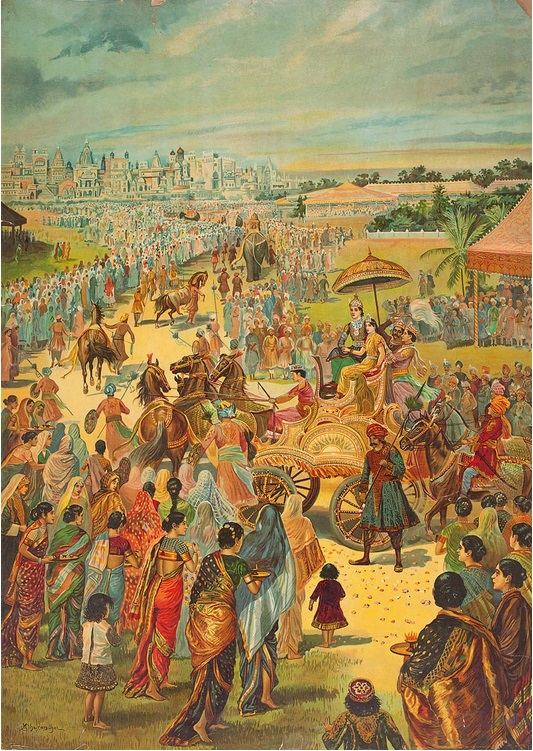
シーターの結婚式
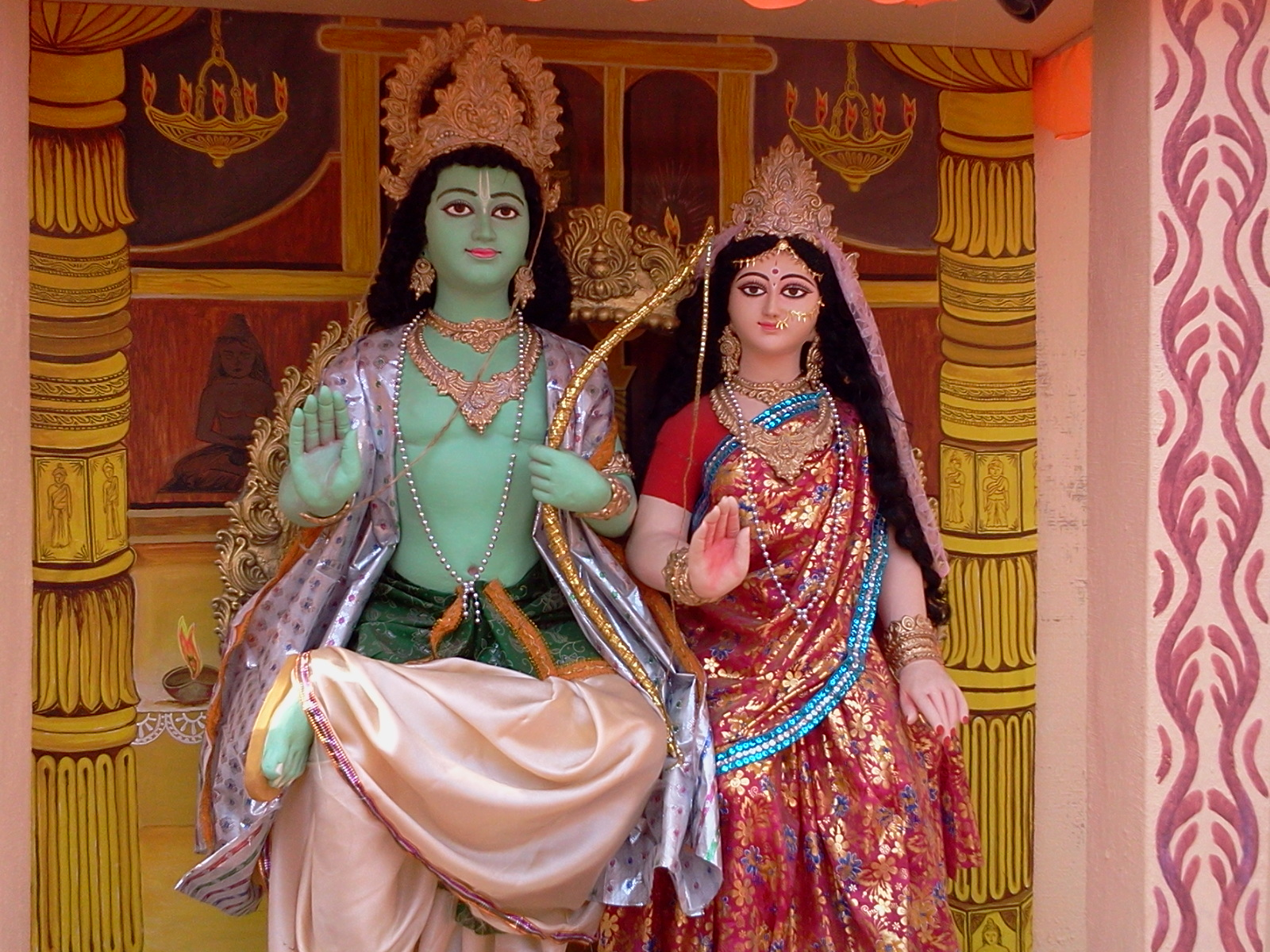
ラーマとシーターの像
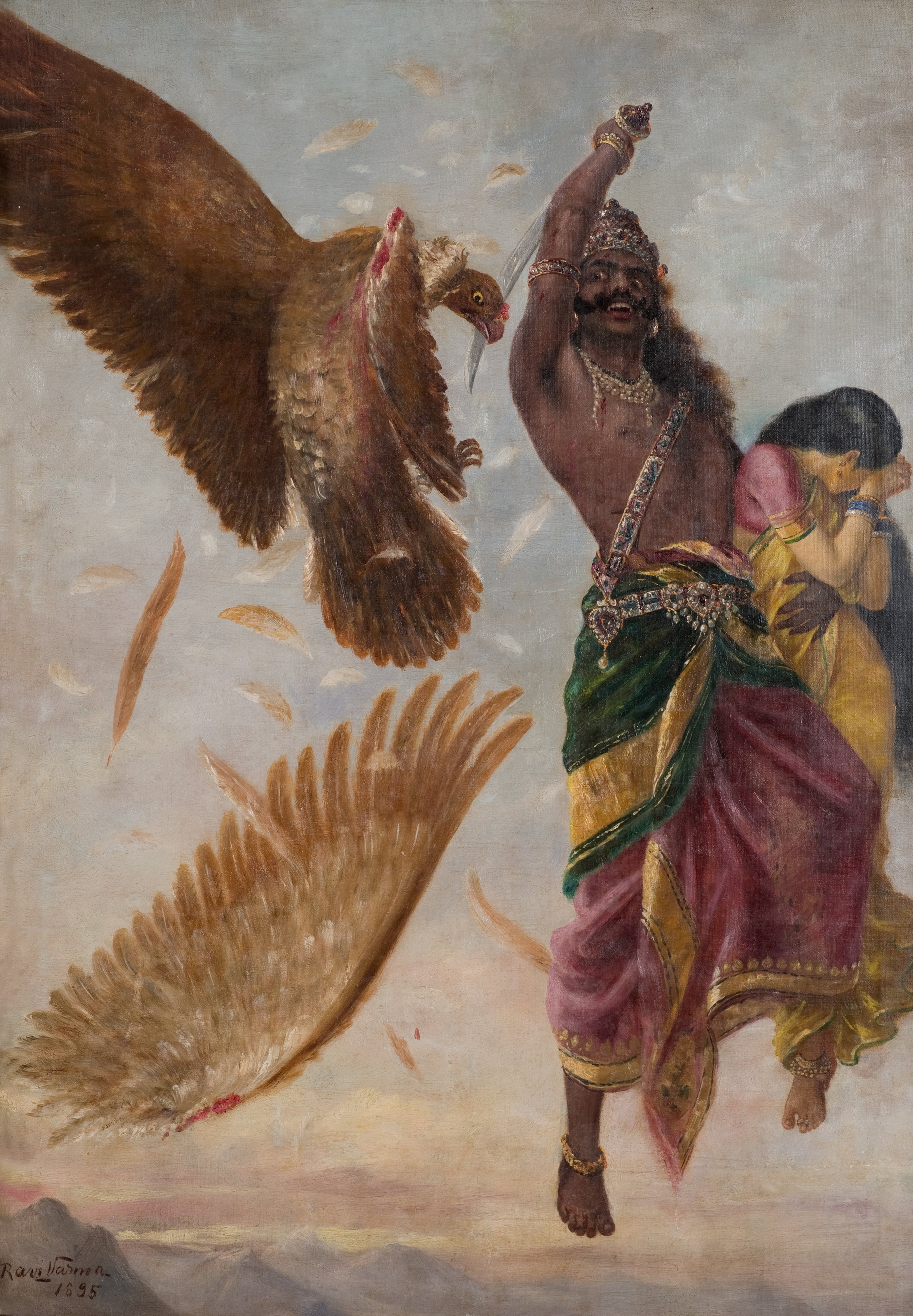
ラヴィ・ヴァルマ画